# Philippe Dauchez
Pour les articles homonymes, voir Philippe Dauchez (peintre) et Dauchez.
Philippe Dauchez (né le 15 janvier 1929 à Paris où il est mort le 29 mai 2024) est un comédien français.

## Biographie
C'est à Alger, lors de son service militaire, qu'il intègre le Centre d'art dramatique avec à la clé de nombreux spectacles de théâtre dont le Partage de midi de Paul Claudel.
De retour à Paris, il assiste Albert Camus pour le montage de plusieurs spectacles dont Caligula.
À la mort de Camus en 1960, Philippe Dauchez se lance un moment dans la conception de films scientifiques pour Lascaux, puis il travaille à Saint-Étienne et Chelles comme animateur culturel.
Il se rend ensuite au Cameroun où il aide à mettre en place un centre culturel avec des spectacles de théâtre inspirés de la mystique des mystères du Moyen Âge. Du Cameroun il débarque en 1978 à Bamako au Mali où il enseigne le théâtre pendant un quart de siècle à l'Institut national des arts de Bamako. Au Mali, Philippe Dauchez découvre le kotéba, cette forme de théâtre qu'il définit comme un retour aux sources du théâtre, autant par les sujets traités que par les contacts qui s'y établissent.
Il monte de nombreux spectacles avec des équipes d'inspirations différentes (Dogon, Bambara, Malinké) traitant principalement de l'éducation des petits, des problèmes conjugaux et de santé (pratique théâtrale à des fins thérapeutiques). C'est un théâtre d'éveil au service de la conscience populaire. Son séjour malien affecte sa méthode d'enseigner le théâtre dorénavant axée sur l'improvisation à partir de thèmes précis.

## Théâtre
- 1966 : Maître Puntila et son valet Matti, mise en scène de John Blatchley, Comédie de Saint-Étienne : le juge Frédéric[3]